# Mariano González Maroto
Mariano González Maroto (Málaga, 27 oktober 1984) - alias Nano - is een Spaans voetballer die bij voorkeur als middenvelder speelt.

## Carrière
Nano debuteerde in het seizoen 2003-2004 in het seniorenvoetbal in het shirt van UD Fuengirola. Na periodes bij UD Marbella (2004-2005) en Gimnàstic de Tarragona (2005-2006) speelde hij een seizoen op huurbasis voor Barça B. Hier werd hij nooit een vaste waarde. 
Begin 2007 vertrok Nano naar Córdoba CF, maar zijn verblijf bij deze club bleef beperkt tot een paar maanden. In de zomer van 2007 verhuisde hij vervolgens naar Lleida, waar hij één seizoen bleef. In het seizoen 2008-2009 kwam Nano uit voor FC Cartagena, waarmee hij kampioen wordt van de Segunda División B. Hij vertrok tijdens het seizoen 2009-2010 naar de ploeg die algemeen kampioen was geworden van de Segunda División B, Cádiz. Toen hij hiermee degradeerde uit de Segunda División A, verhuisde hij naar het op dat moment in de Segunda División B uitkomende Real Oviedo. Daarmee werd hij dat seizoen achtste.
Nano keerde in het seizoen 2012-2013 terug in de Segunda División A, bij SD Ponferradina. Hij tekende in juli 2013 vervolgens bij Panathinaikos FC.  Hij zou er drie seizoen spelen en in het seizoen 2013-2014 de Griekse beker veroveren.
Vanaf het seizoen 2016-2017 zette hij een stapje terug door te tekenen bij UD Almería, een ploeg uit de Segunda División A.  Hij zou er in totaal seizoenen vertoeven, waarvan twee als basisspeler en enkel tijdens het laatste zou hij maar 1 wedstrijd spelen.
Daardoor tekende hij tijdens het seizoen 2019-2020 voor Recreativo Huelva, een ploeg uit de Segunda División B. De ploeg zou een kleurloos seizoen meemaken en op een dertiende plaats eindigen.
Tijdens het seizoen 2020-2021 zou hij overstappen naar St Joseph's FC, spelend in de Gibraltar National League.  Tijdens het eerste seizoen zou hij vijf doelpunten scoren uit zestien wedstrijden en zou hij één wedstrijd meespelen tijden de voorronde van de UEFA Europa League tegen B36 Tórshavn.  De ploeg zou zich met een derde plaats kwalificeren voor de eindronde.  Door zijn goed presteren werd zijn contract verlengd voor het seizoen 2021-2022.
Vanaf seizoen 2022-2023 speelde hij voor reeksgenoot Lincoln Red Imps FC.